# Municipio de Fayal
El municipio de Fayal (en inglés: Fayal Township) es un municipio ubicado en el condado de St. Louis en el estado estadounidense de Minnesota. En el año 2010 tenía una población de 1809 habitantes y una densidad poblacional de 20,32 personas por km².

## Geografía
El municipio de Fayal se encuentra ubicado en las coordenadas 47°24′41″N 92°29′35″O / 47.41139, -92.49306. Según la Oficina del Censo de los Estados Unidos, el municipio tiene una superficie total de 89.03 km², de la cual 81,38 km² corresponden a tierra firme y (8,58 %) 7,64 km² es agua.

## Demografía
Según el censo de 2010, había 1809 personas residiendo en el municipio de Fayal. La densidad de población era de 20,32 hab./km². De los 1809 habitantes, el municipio de Fayal estaba compuesto por el 97,51 % blancos, el 0,55 % eran amerindios, el 0,44 % eran asiáticos, el 0,17 % eran isleños del Pacífico, el 0,06 % eran de otras razas y el 1,27 % eran de una mezcla de razas. Del total de la población el 0,17 % eran hispanos o latinos de cualquier raza.